# 大克列緬庫利湖
55°10′20″N 61°09′22″E / 55.17222°N 61.15611°E
大克列緬庫利湖（俄语：Большой Кременкуль），是俄羅斯的湖泊，位於該國西南部車里雅賓斯克州，由索斯諾夫卡區負責管轄，面積3.76平方公里，海拔高度258米，平均水深2.5米，最大水深6米。